# (19034) Santorini
(19034) Santorini (2554 P-L) – planetoida z pasa głównego asteroid okrążająca Słońce w ciągu 7,88 lat w średniej odległości 3,96 j.a. Odkryta 24 września 1960 roku.